# Myomys
Genre
Les rats fouisseurs (Myomys) forment un genre de rongeurs de la sous-famille des Murinés mais  son statut taxinomique est discuté.

## Liste des espèces
Ce genre comprend les espèces suivantes selon ITIS mais il est considéré comme synonyme de Mastomys par Mammal Species of the World et ses espèces réparties comme suivant.
- Myomys albipes (Rueppell, 1842) : Stenocephalemys albipes (Rueppell, 1842)
- Myomys daltoni (Thomas, 1892) : Praomys daltoni (Thomas, 1892)
- Myomys derooi Van der Straeten & Verheyen, 1978 : Praomys derooi (Van der Straeten & Verheyen, 1978)
- Myomys fumatus (Peters, 1878) : synonyme de Mastomys natalensis (Smith	1834)
- Myomys ruppi (Van der Straeten & Dieterlen, 1983) : Stenocephalemys ruppi (Van der Straeten & Dieterlen, 1983)
- Myomys verreauxii (Smith, 1834) : Myomyscus verreauxii (Smith, 1834)
- Myomys yemeni Sandborn & Hoogstraal, 1953 : Myomyscus yemeni (Sandborn & Hoogstraal, 1953)